# Light Coorporation
Light Coorporation – grupa instrumentalna z kręgu awangardowego i progresywnego rocka. W jej twórczości odnaleźć można także wpływy innych gatunków muzycznych, takich jak jazz, fusion czy rock psychodeliczny, nadto silne inspiracje płynące z muzyki zespołów skupionych wokół tzw. Sceny Canterbury i ruchu Rock in Opposition.

## Powstanie grupy i pierwsze nagrania (2007–2010)
Grupa Light Coorporation powstała w 2007 roku. Utworzona została przez Mariusza Sobańskiego, kompozytora i producenta płyt, m.in. muzyki progresywnej i awangardy jazz-rockowej. W tym samym roku, przygotowując się do koncertów w Wielkiej Brytanii, grupa wydała niezależnie minialbum studyjny Back Up Session (2007). W następnym roku ukazało się pierwsze wydawnictwo audiowizualne Light Coorporation, Beyond a Shadow of a Doubt (2008), zawierające multimedia koncertowe, a także unikalne filmy z taśm wideo, przygotowane do muzyki zespołu.

## Rare Dialect(2011)
Dnia 10 sierpnia 2011 roku grupa zaprezentowała debiutancki album, Rare Dialect, który zebrał pozytywne recenzje krytyków muzycznych w Polsce i na świecie. W jego nagraniu obok Sobańskiego udział wzięli: Robert Bielak (skrzypce), Michał Fetler (saksofon altowy, saksofon barytonowy), Miłosz Krauz (perkusja), Michał Pijewski (saksofon tenorowy), Tomasz Struk (bezprogowa gitara basowa) oraz Marcin Szczęsny (syntezator, pianino Fender Rhodes).
Płyta ukazała się nakładem prestiżowej wytwórni RēR Megacorp z Londynu, czyli Recommended Records Chrisa Cutlera (m.in. Henry Cow, Cassiber, Pere Ubu, The Residents), z którą Light Coorporation nawiązało kontakt za pośrednictwem Henryka Palczewskiego, właściciela polskiego niezależnego przedsiębiorstwa dystrybucyjnego i wydawniczego „ARS”2. Rozpoczęcie współpracy z Recommended Records było dużym sukcesem grupy. Do tej pory jedynym polskim zespołem, który jeszcze w latach 80. nagrał płytę dla wytwórni Cutlera, była grupa Reportaż.
Rare Dialect zostało zarejestrowane w studio Vintage Records. W nagraniach wykorzystano stare analogowe preampy, kompresory, wzmacniacze i należący w przeszłości do Polskiego Radia magnetofon Studer A807. Celem muzyków było uzyskanie brzmienia, jakie cechowało longplaye z lat 60. i 70. XX wieku, jak również osiągnięcie autentyczności i naturalności nagrania. Z tego powodu pozostawiono rozmaite, nieoczekiwanie pojawiające się w trakcie sesji nagraniowej dźwięki, odgłosy, trzaski i szumy. Dbałość o jakościowo dobre brzmienie oraz wykorzystywanie sprzętu nagraniowego starszej generacji odcisnęły piętno także na kolejnych albumach zespołu.

## Aliens from Planet Earth(2012)
20 czerwca 2012 roku, zatem w niespełna rok po ogłoszeniu Rare Dialect, Light Coorporation przedstawiło swój drugi album studyjny, Aliens from Planet Earth, również wydany przez Recommended Records, a nagrany w składzie: Mariusz Sobański (gitara elektryczna, wiolonczela barytonowa), Robert Bielak (skrzypce), Miłosz Krauz (perkusja, instrumenty perkusyjne), Paweł Rogoża (saksofon tenorowy oraz – umożliwiający między innymi przetwarzanie na bieżąco dźwięku wydobywanego z instrumentu – kaossilator pro) i Krzysztof Waśkiewicz (gitara basowa, magnetofon szpulowy). Wypełniającą go muzykę zarejestrowano podczas występu w wieży ciśnień w Koninie (Galeria Centrum Kultury i Sztuki „Wieża Ciśnień” w Koninie), wskutek czego składające się na płytę utwory uzyskały bardzo przestrzenne, klarowne i naturalne brzmienie. Sama muzyka nabrała bardziej swobodnego, improwizacyjnego charakteru, stała się mniej konkretna, a bardziej malarska i psychodeliczna niż na debiucie.
Pod tytułem Aliens from Planet Earth ukazało się także drugie w dorobku zespołu wydawnictwo audiowizualne zapisane w formacie DVD. Podobnie jak Beyond a Shadow of a Doubt pokazało ono, iż koncerty Light Coorporation stanowią połączenie muzyki z projekcją filmową, która utrzymana jest w klimacie kina niezależnego, w stylistyce Video Art-u i często w konwencji czarno-białego dokumentu. W ich trakcie projekcja materiałów wizualnych miksowana jest na żywo, a składają się na nią: fragmenty materiałów filmowych, archiwalne taśmy video i fotografie, będące odbiciem współczesnego świata. Podczas koncertów obraz prowadzi swoisty dialog z muzyką. Oddziaływanie poprzez obraz i dźwięk, budowanie nastroju od gitarowych riffów po ciszę, ma skłaniać słuchaczy do własnej, indywidualnej interpretacji całego przekazu.

## about(2013)
Trzecia płyta studyjna w dorobku Light Coorporation, zatytułowana about, została wydana 30 maja 2013 roku. Jej wydawcą, tak jak dwóch poprzednich, było Recommended Records. Tym razem w nagraniach uczestniczyło aż dwanaście osób, co umożliwiło osiągnięcie bardziej zróżnicowanego brzmienia. Obok muzyków znanych z obu poprzednich płyt, więc Sobańskiego (gitary, pianino Fender Rhodes), Szczęsnego (syntezator, pianino Fender Rhodes), Struka (gitara basowa), Rogoży (saksofon tenorowy), Pijewskiego (saksofon tenorowy), Krauza (perkusja), Fetlera (saksofon barytonowy) i Bielaka (skrzypce) w studio grali także: Kuba Jankowiak (trąbka), Barbara Kucharska (flet), Piotr Oses (kontrabas) i Daniel Pabierowski (saksofon tenorowy). Stworzone przez Sobańskiego kompozycje ponownie utrzymane były w duchu vintage, przy tym album na powrót nabrał konkretności i zwartości debiutu i podobnie jak on zebrał pochlebne recenzje na całym świecie.

## Chapter IV – Before the Murmur of Silence(2014)
6 października 2014 roku Light Coorporation ujawniło, iż czwarta płyta zatytułowana będzie Chapter IV – Before the Murmur of Silence i podobnie jak trzy wcześniejsze zostanie wydana przez RēR Megacorp. Album ukazał się 4 grudnia 2014 roku, a nagrano go w składzie: Mariusz Sobański (gitary, wiolonczela barytonowa), Paweł Rogoża (saksofon tenorowy), Kuba Jankowiak (trąbka), Witold Oleszak (fortepian), Piotr Oses (kontrabas), Krzysztof Waśkiewicz (gitara basowa) i Miłosz Krauz (perkusja, instrumenty perkusyjne).

## 64:38 Radio Full Liv(f)e(2016)
W niespełna dwa lata po wydaniu Chapter IV, 6 października 2016 roku Light Coorporation zaprezentowało album koncertowy 64:38 Radio Full Liv(f)e. Zamieszczony na tym wydawnictwie materiał został zarejestrowany 27 kwietnia 2013 roku w trakcie koncertu, jaki Light Coorporation dało w mieszczącym się w siedzibie poznańskiego Radio Merkury studio, któremu owego dnia nadano imię kompozytora i pianisty jazzowego Krzysztofa Komedy (Studio im. Krzysztofa Komedy).

## Skład

### Rare Dialect
- Mariusz Sobański – gitary
- Robert Bielak – skrzypce
- Michał Pijewski – saksofon tenorowy
- Marcin Szczęsny – syntezatory, Fender Rhodes
- Tomasz Struk – gitara basowa bezprogowa
- Miłosz Krauz – perkusja

### Aliens from Planet Earth
- Mariusz Sobański – gitary, wiolonczela barytonowa
- Paweł Rogoża – saksofon tenorowy
- Robert Bielak – skrzypce
- Krzysztof Waśkiewicz – gitara basowa
- Miłosz Krauz – perkusja

### about
- Mariusz Sobański – gitary, Fender Rhodes
- Paweł Rogoża – saksofon tenorowy
- Robert Bielak – skrzypce
- Michał Pijewski – saksofon tenorowy
- Daniel Pabierowski – saksofon tenorowy
- Michał Fetler – saksofon barytonowy
- Jakub Jankowiak – trąbka
- Barbara Kucharska – flet
- Marcin Szczęsny – syntezatory, Fender Rhodes
- Piotr Oses – kontrabas
- Tomasz Struk – gitara basowa bezprogowa
- Miłosz Krauz – perkusja

### Chapter IV – Before the Murmur of Silence
- Mariusz Sobański – gitary, wiolonczela barytonowa
- Paweł Rogoża – saksofon tenorowy
- Kuba Jankowiak – trąbka
- Witold Oleszak – fortepian
- Piotr Oses – kontrabas
- Krzysztof Waśkiewicz – gitara basowa
- Miłosz Krauz – perkusja, instrumenty perkusyjne

### 64:38 Radio Full Liv(f)e
- Mariusz Sobański – gitara
- Paweł Rogoża – saksofon tenorowy
- Mariusz Gregorowicz – wibrafon
- Krzysztof Waśkiewicz – gitara basowa
- Miłosz Krauz – perkusja

## Dyskografia

### Albumy studyjne
- Rare Dialect (Recommended Records, 2011)
- Aliens from Planet Earth (Recommended Records, 2012)
- about (Recommended Records, 2013)
- Chapter IV – Before the Murmur of Silence (Recommended Records, 2014)

### Albumy koncertowe
- 64:38 Radio Full Liv(f)e (Recommended Records, 2016)

### Minialbumy
- Back Up Session (European Improvisation Scene, 2007)

### Single
- Tokyo Streets Symphony/Maestro X (wydawnictwo niezależne, 2011)

### DVD
- Beyond a Shadow of a Doubt (wydawnictwo niezależne, 2008)
- Aliens from Planet Earth (DVD) (Galeria CKiS „Wieża Ciśnień” w Koninie, 2012)

### Kompilacje różnych wykonawców
- VDU Jazz Jungtys 2008-2010 (VDU Jazz Connection Festival, 2010)[32]

### Ścieżki dźwiękowe
- Thank’s Mr.Sun Ra (do etiudy filmowej Stracone nuty, reż. Łukasz Grześkowiak, Polski Instytut Sztuki Filmowej, 2011)[33]

## Teledyski i teasery
| Rok  | Tytuł                                         | Realizacja                   | Album                                     | Źródło |
| ---- | --------------------------------------------- | ---------------------------- | ----------------------------------------- | ------ |
| 2007 | „Warm Red (Test of Personality)”              | Blurfilm                     | Beyond a Shadow of a Doubt                | [ 34 ] |
| 2011 | „Tokyo Streets Symphony”                      | szpulka.com                  | Rare Dialect                              | [ 34 ] |
| 2012 | „Time (Everything is Chasing After the Wind)” | szpulka.com                  | Aliens from Planet Earth                  | [ 34 ] |
| 2012 | „World of Cobweb Fabric”                      | szpulka.com                  | Aliens from Planet Earth                  | [ 34 ] |
| 2013 | „about”                                       | Jacek Jabłoński              | about                                     | [ 34 ] |
| 2014 | „Three Headed Monster Sight Unsee”            | Poznańska Inicjatywa Filmowa | Chapter IV – Before the Murmur of Silence | [ 34 ] |
| 2014 | „Basements of Heaven”                         | Poznańska Inicjatywa Filmowa | Chapter IV – Before the Murmur of Silence | [ 34 ] |
| 2014 | „Sealing Wind into Bottles”                   | Poznańska Inicjatywa Filmowa | Chapter IV – Before the Murmur of Silence | [ 34 ] |